# Macromia annulata
Macromia annulata là loài chuồn chuồn trong họ Macromiidae. Loài này được Hagen mô tả khoa học đầu tiên năm 1861.